# Tlatjene
Tlatjene (bulgariska: Тлачене) är ett distrikt i Bulgarien.   Det ligger i kommunen Obsjtina Bjala Slatina och regionen Vratsa, i den nordvästra delen av landet, 80 km nordost om huvudstaden Sofia.
Omgivningarna runt Tlatjene är en mosaik av jordbruksmark och naturlig växtlighet. Runt Tlatjene är det ganska glesbefolkat, med 43 invånare per kvadratkilometer.